# 臺北市政府財政局
臺北市政府財政局（簡稱財政局），是臺北市政府所屬的一級機關，1966年成立。

## 歷史演變

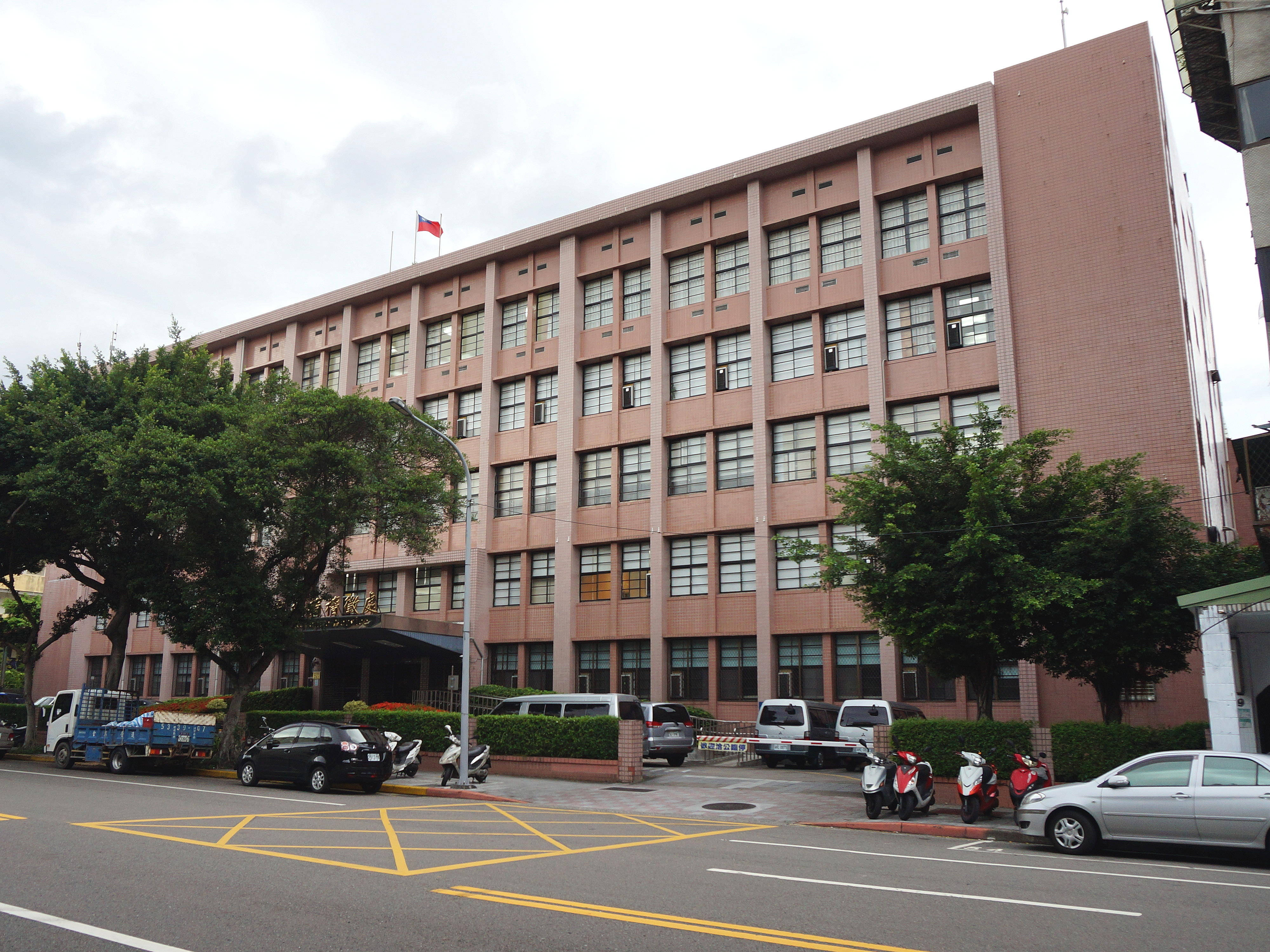
臺北市稅捐稽徵處

1945年10月25日，中華民國接管臺灣後，設臺北市為省轄市。本局為臺北市政府內部單位之一，其組織依《臺北市政府組織規程》第五條之規定置局長1人，設財務、財產、稅務及市場等4課。
1966年12月30日，臺北市奉令改制為院轄市。
1967年6月22日，行政院頒布《臺北市各級組織及實施地方自治綱要》。
1967年7月1日，臺北市政府正式改制，依《臺北市政府組織規程》第六條之規定設臺北市政府財政局，為府屬一級機關，其組織編置局長、副局長、設4科2室。
1992年9月16日，依據《政風機構人員設置條例》規定，各機關人事查核單位改制為政風機構，增設政風室。
1993年3月，為了因應業務需要，修正組織規程，增設第五科及秘書室。
1994年5月16日，以臨時任務編組設置資訊小組，為現行之5科4室1組，編制員額共149人。
1994年12月，因應《直轄市自治法》於7月29日公布施行，局長改置為政務官，仍為5科4室1組，編制員額計149人。
2003年4月，依《地方制度法》規定，臺北市政府組織以自治條例訂之，法源變更，配合修訂本局組織規程第一條條文仍維持5科4室，編制員額149人。
2006年3月，本局組織再造，整併臺北市集中支付處，將原5科4室修正為7科5室，並修正內部單位名稱，原第一至五科修正為「財務管理科」、「菸酒暨稅務管理科」、「金融管理科」、「公產管理科」、「非公用財產管理科」，並增設「非公用財產開發科」、「支付科」、「資訊室」，同時依業務性質調整各科職掌，編制員額195人。

## 組織架構

### 局本部
- 局長
- 副局長[1]
- 主任秘書

### 內部單位
- 財務管理科：市庫管理、公務機關財務管理、歲入及對外投資、債券及債務管理、市營事業及基金之財務監督等事項。
- 菸酒暨稅務管理科：稅務行政、稅捐稽徵與動產質借業務之督導、菸酒查緝、富邦金控公股股權之管理、臺北市信用合作社之金融管理、金融服務業消費爭議案件之處理及捷運、臺北車站K區地下街之出租經營等事項。
- 金融管理科：市有非公用土地以促參BOT、設定地上權辦理開發、本府促進民間參與公共建設綜合業務及經管市有財產開發基金業務等事項。
- 公產管理科：市有公用財產之管理、監督及利用；公用財產管理政策、計畫及法令之研訂；公用財產產籍之建制及更新；各管理機關經辦業務之輔導與協助；眷舍房地之處理等事項。
- 非公用財產管理科：市有非公用財產之出租、出售、借用、撥用及被占用或閒置土地之管理利用等事項。
- 非公用財產開發科：市有非公用財產之開發經營、市有非公用土地參與捷運聯合開發及都市更新、市有眷舍基地之開發利用、市有財產開發基金之管理等事項。
- 支付科：支付案件之收辦審核及預算餘額查對；庫款之支付及支付帳務之處理等事項。
- 秘書室：綜合業務、研究發展、施政計畫、公文時效管制、事務、出納、文書、檔案管理及不屬其他各單位事項。
- 資訊室：本局網站及業務資訊系統之規劃、建置、推廣及管理維護；資訊軟硬體設備採購及管理維護；資通安全管理等事項。
- 會計室：依法辦理歲計、會計及統計事項。
- 人事室：依法辦理人事管理事項。
- 政風室：依法辦理政風事項。

### 所屬機構

#### 臺北市稅捐稽徵處

##### 處本部
- 處長
- 副處長
- 主任秘書

##### 內部單位
- 企劃服務科：宣導、管制、服務。
- 財產稅科：地價稅及田賦、土地增值稅及工程受益費、房屋稅及契稅。
- 機會稅科：娛樂稅及印花稅、使用牌照稅。
- 稅務管理科：清理欠稅、欠稅執行、稅務管理。
- 法務科：行政救濟、查緝及違章審理等業務。
- 資訊室：徵課及管制、稅務系統、機器操作。
- 秘書室：文書檔案、事務、出納、採購。
- 會計室：公務預算、會計及決算、徵課會計、統計。
- 人事室：組織編制及任免遷調、考核獎懲、待遇福利。
- 政風室：政風查處、政風預防。
- 大安分處：

第一股：地價稅、房屋稅、印花稅等稽徵及欠稅清理相關業務。
第二股：地價稅、房屋稅、契稅、娛樂稅等稽徵相關業務及欠稅清理。
第三股：土地增值稅、使用牌照稅等稽徵相關業務及欠稅清理。
第四股：全功能服務臺、轉帳納稅、為民服務、稅務管理、公文管理、人事總務管理、電作管理。
- 中南分處：

第一股：地價稅、房屋稅、土地增值稅、契稅、印花稅等稽徵及欠稅清理相關業務。
第二股：地價稅、房屋稅、土地增值稅、契稅、使用牌照稅、娛樂稅等稽徵相關業務及欠稅清理。
第三股：全功能服務臺、轉帳納稅、為民服務、稅務管理、公文管理、人事總務管理、電作管理。
- 中北分處：

第一股：地價稅、房屋稅、土地增值稅、契稅、印花稅等稽徵及欠稅清理相關業務。
第二股：地價稅、房屋稅、土地增值稅、契稅、使用牌照稅、娛樂稅等稽徵相關業務及欠稅清理。
第三股：全功能服務臺、轉帳納稅、為民服務、稅務管理、公文管理、人事總務管理、電作管理。
- 松山分處：

第一股：地價稅、房屋稅、土地增值稅、契稅、印花稅等稽徵及欠稅清理相關業務。
第二股：地價稅、房屋稅、土地增值稅、契稅、使用牌照稅、娛樂稅等稽徵相關業務及欠稅清理。
第三股：全功能服務臺、轉帳納稅、為民服務、稅務管理、公文管理、人事總務管理、電作管理。
- 信義分處：

第一股：地價稅、房屋稅、土地增值稅、契稅、印花稅等稽徵及欠稅清理相關業務。
第二股：地價稅、房屋稅、土地增值稅、契稅、使用牌照稅、娛樂稅等稽徵相關業務及欠稅清理。
第三股：全功能服務臺、轉帳納稅、為民服務、稅務管理、公文管理、人事總務管理、電作管理。
- 中正分處：

第一股：地價稅、房屋稅、土地增值稅、契稅、印花稅等稽徵及欠稅清理相關業務。
第二股：地價稅、房屋稅、土地增值稅、契稅、使用牌照稅、娛樂稅等稽徵相關業務及欠稅清理。
第三股：全功能服務臺、轉帳納稅、為民服務、稅務管理、公文管理、人事總務管理、電作管理。
- 萬華分處：

第一股：地價稅、房屋稅、土地增值稅、契稅、印花稅等稽徵及欠稅清理相關業務。
第二股：地價稅、房屋稅、土地增值稅、契稅、使用牌照稅、娛樂稅等稽徵相關業務及欠稅清理。
第三股：全功能服務臺、轉帳納稅、為民服務、稅務管理、公文管理、人事總務管理、電作管理。
- 大同分處：

第一股：地價稅、房屋稅、土地增值稅、契稅、印花稅等稽徵及欠稅清理相關業務。
第二股：地價稅、房屋稅、土地增值稅、契稅、使用牌照稅、娛樂稅等稽徵相關業務及欠稅清理。
第三股：全功能服務臺、轉帳納稅、為民服務、稅務管理、公文管理、人事總務管理、電作管理。
- 士林分處：

第一股：地價稅、房屋稅、土地增值稅、印花稅等稽徵相關業務及欠稅清理。
第二股：地價稅、房屋稅、土地增值稅、契稅等稽徵相關業務及欠稅清理。
第三股：地價稅、房屋稅、土地增值稅、使用牌照稅、娛樂稅等稽徵相關業務及欠稅清理。
第四股：全功能服務臺、轉帳納稅、為民服務、稅務管理、公文管理、人事總務管理、電作管理。
- 北投分處：

第一股：地價稅、房屋稅、土地增值稅、契稅、印花稅等稽徵及欠稅清理相關業務。
第二股：地價稅、房屋稅、土地增值稅、契稅、使用牌照稅、娛樂稅等稽徵相關業務及欠稅清理。
第三股：全功能服務臺、轉帳納稅、為民服務、稅務管理、公文管理、人事總務管理、電作管理。
- 內湖分處：

第一股：地價稅、房屋稅、土地增值稅、契稅、印花稅等稽徵及欠稅清理相關業務。
第二股：地價稅、房屋稅、土地增值稅、契稅、使用牌照稅、娛樂稅等稽徵相關業務及欠稅清理。
第三股：全功能服務臺、轉帳納稅、為民服務、稅務管理、公文管理、人事總務管理、電作管理。
- 南港分處：

第一股：地價稅、房屋稅、土地增值稅、契稅、印花稅等稽徵及欠稅清理相關業務。
第二股：地價稅、房屋稅、土地增值稅、契稅、使用牌照稅、娛樂稅等稽徵相關業務及欠稅清理。
第三股：全功能服務臺、轉帳納稅、為民服務、稅務管理、公文管理、人事總務管理、電作管理。
- 文山分處：

第一股：地價稅、房屋稅、土地增值稅、契稅、印花稅等稽徵及欠稅清理相關業務。
第二股：地價稅、房屋稅、土地增值稅、契稅、使用牌照稅、娛樂稅等稽徵相關業務及欠稅清理。
第三股：全功能服務臺、轉帳納稅、為民服務、稅務管理、公文管理、人事總務管理、電作管理。

#### 臺北市動產質借處

##### 處本部
- 處長
- 副處長
- 秘書

##### 內部單位
- 業務組：掌理動產質借之營運、管理及逾期質物標售等業務。
- 稽核組：掌理動產質借業務之稽核、考核與報表資料之建立、分析、統計、處理網路拍賣平台及資訊等相關業務。
- 秘書室：掌理文書、檔案、出納、總務、財產之管理與營運資金之調配、法制、公關、研考等業務及不屬於其他各單位事項。
- 會計室：依法辦理歲計、會計及統計事項。
- 人事機構：依法辦理人事管理事項。
- 松隆分處：一、質物之鑑定、估價及質借業務。二、質物之現金及保管。
- 古亭分處：一、質物之鑑定、估價及質借業務。二、質物之現金及保管。
- 雙園分處：一、質物之鑑定、估價及質借業務。二、質物之現金及保管。
- 龍山分處：一、質物之鑑定、估價及質借業務。二、質物之現金及保管。
- 大同分處：一、質物之鑑定、估價及質借業務。二、質物之現金及保管。
- 中山分處：一、質物之鑑定、估價及質借業務。二、質物之現金及保管。
- 景美分處：一、質物之鑑定、估價及質借業務。二、質物之現金及保管。
- 士林分處：一、質物之鑑定、估價及質借業務。二、質物之現金及保管。

## 歷任局長
| 任次 | 姓名   | 就任時間  | 備註      |
| ---- | ------ | --------- | --------- |
| 1    | 楊維禮 | 56年7月   | 59年7月   |
| 2    | 鍾時益 | 59年7月   | 61年6月   |
| 3    | 王昭明 | 61年6月   | 64年10月  |
| 4    | 郭梓強 | 64年10月  | 67年11月  |
| 5    | 葛培保 | 68年1月   | 73年7月   |
| 6    | 林振國 | 73年7月   | 76年3月   |
| 7    | 傅百屏 | 76年3月   | 78年3月   |
| 8    | 武炳炎 | 78年4月   | 78年11月  |
| 9    | 廖正井 | 79年5月   | 83年12月  |
| 10   | 洪德生 | 83年12月  | 84年4月   |
| 11   | 林全   | 84年6月   | 87年12月  |
| 12   | 李述德 | 87年12月  | 95年4月   |
| 13   | 紀聰吉 | 95年4月   | 95年12月  |
| 14   | 林建元 | 96年2月   | 97年10月  |
| 15   | 邱大展 | 97年10月  | 102年8月  |
| 16   | 陳盈蓉 | 102年10月 | 103年10月 |
| 17   | 蘇建榮 | 103年12月 | 105年5月  |
| 18   | 陳志銘 | 105年7月  | 107年5月  |
| 19   | 陳家蓁 | 108年1月  | 111年12月 |
| 20   | 游適銘 | 111年12月 | 112年10月 |
| 21   | 胡曉嵐 | 112年10月 | 現任      |

## 外部連結
- 臺北市政府財政局 （页面存档备份，存于）（中文）（英文）

1. ↑  Government, Taipei City. . 臺北市政府財政局. 2018-03-13  [2023-01-19]. （原始内容存档于2023-04-01） （中文（繁體））.